# شهرستان کرافورد (ایلینوی)
شهرستان کروفورد (به انگلیسی: Crawford County) شهرستانی در ایالت ایلی‌نوی ایالات متحده امریکا و بر طبق سرشماری ۲۰۱۰ این شهرستان ۱۹۸۱۷ نفر جمعیت داشته‌است.
رشد جمعیت این شهرستان از ۲۰۰۰ تا ۲۰۱۰، حدود ۳٫۱ درصد رشد منفی داشته است
طبق سرشماری ۲۰۱۰، مساحت این شهرستان ۱۱۵۴٫۷ کیلومتر مربع وسعت داشته که از این مقدار ۰٫۴۹ درصد آب و ۹۹٫۵۱ درصد خشکی می‌باشد.

## همسایگان و راه‌ها
همسایگان این شهرستان عبارتند از:
- شمال: شهرستان کلرک
- شمال‌شرق:
- شرق: شهرستان سولیوان، ایندیانا
- جنوب‌شرق: شهرستان نوکس، ایندیانا
- جنوب: شهرستان لورنس
- جنوب‌غرب: شهرستان ریچ لند
- غرب: شهرستان جاسپر
- شمال‌غرب:

راه‌های اصلی این شهرستان:
1. جاده ۱ ایلی‌نوی
2. جاده ۳۳ ایلی‌نوی

## شهرها
- روبرسون، ایلی‌نوی، مرکز شهرستان

## هرم سنی

هرم سنی این شهرستان در سال ۲۰۰۰

این شهرستان بر اساس سرشماری سال ۲۰۰۰ دارای ۲۰۴۵۲ نفر جمعیت بوده‌است. هرم سنی این شهرستان در سال ۲۰۰۰ در شکل روبرو نمایش داده شده‌است.

## تاریخچه
این شهرستان در ۱۸۱۶ از شهرستان ادواردز جدا شده‌است. این شهرستان نام خود را از ویلیام اچ. کرافورد که وزیر جنگ و سپس وزیر خزانه داری ایالات متحده بوده، گرفته‌است.

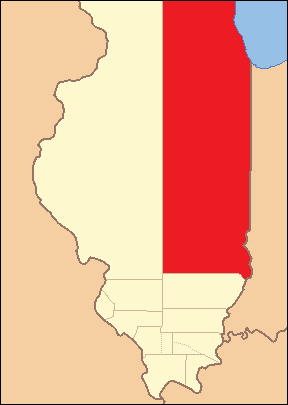
شهرستان کروفورد در زمان تشکیل تا شمال دریاچه کشیده شده بود.
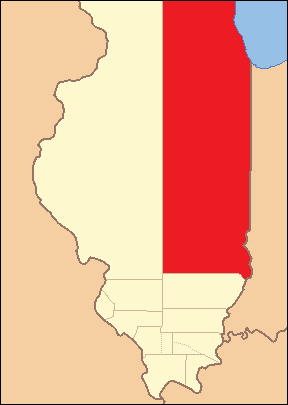
شهرستان کروفورد میان سال‌های ۱۸۱۹ تا ۱۸۲۱
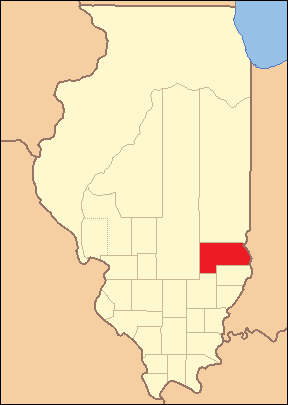
شهرستان کروفورد میان سال‌های ۱۸۲۱ تا ۱۸۲۴
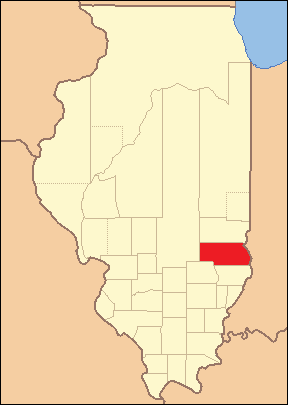
شهرستان کروفورد میان سال‌های ۱۸۲۴ تا ۱۸۳۱
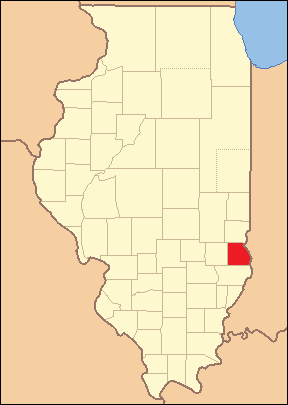
شهرستان کروفورد پس از ۱۸۳۱ و جدا شدن شهرستان‌های دیگر از آن